# Вулиця Петра Панча (Київ)
Ву́лиця Петра́ Па́нча — вулиця на Мінському масиві в Оболонському районі міста Києва, місцевість Пріорка, Мінський масив. Пролягає від Бережанської вулиці до кінця забудови. 

## Історія
Вулиця виникла наприкінці 1980-х років під назвою Нова. Сучасна назва на честь українського письменника П. Й. Панча — з 1989 року.  